# آرتان (کمون)
آرتان (به فرانسوی: Artins) یک کمون در فرانسه است که در لوآر-ا-شر واقع شده‌است. آرتان ۱۱٫۷۲ کیلومتر مربع مساحت دارد ۸۰ متر بالاتر از سطح دریا واقع شده‌است.